# Premi Médicis
El premi Médicis és un premi literari francès que s'atorga cada any al novembre. Va ser instituït el 1958 per Gala Barbisan i Jean-Pierre Giraudoux. Es concedeix a un autor novell o a un autor la fama del qual no es correspon encara amb el seu talent. El 1970 s'hi va afegir el premi Médicis Estranger. Des del 1985 es concedeix també el premi Médicis d'Assaig.

## Guanyadors del premi Médicis
| Any           | Títol                               | Autor                     |
| ------------- | ----------------------------------- | ------------------------- |
| 1958          | La Mise en scène                    | Claude Ollier             |
| 1959          | Le Dîner en ville                   | Claude Mauriac            |
| 1960          | John Perkins : suivi d'un scrupule  | Henri Thomas              |
| 1961          | Le Parc                             | Philippe Sollers          |
| 1962          | Derrière la baignoire               | Colette Audry             |
| 1963          | Un chat qui aboie                   | Gérard Jarlot             |
| 1964          | L'Opoponax                          | Monique Wittig            |
| 1965          | La Rhubarbe                         | René-Victor Pilhes        |
| 1966          | Une saison dans la vie d'Emmanuel   | Marie-Claire Blais        |
| 1967          | Histoire                            | Claude Simon              |
| 1968          | Le Mendiant de Jérusalem            | Élie Wiesel               |
| 1969          | Dedans                              | Hélène Cixous             |
| 1970          | Sélinonte ou la Chambre impériale   | Camille Bourniquel        |
| 1971          | L'Irrévolution                      | Pascal Lainé              |
| 1972          | Le Tiers des étoiles                | Maurice Clavel            |
| 1973          | Paysage de fantaisie                | Tony Duvert               |
| 1974          | Porporino ou les Mystères de Naples | Dominique Fernandez       |
| 1975          | Le Voyage à Naucratis               | Jacques Almira            |
| 1976          | Les États du désert                 | Marc Cholodenko           |
| 1977          | L'Autre Amour                       | Michel Butel              |
| 1978          | La Vie mode d'emploi                | Georges Perec             |
| 1979          | La Nuit zoologique                  | Claude Durand             |
| 1980          | Cabinet-portrait                    | Jean-Luc Benoziglio       |
| 1981          | L'Enfant d'Édouard                  | François-Olivier Rousseau |
| 1982          | L'Enfer et Cie                      | Jean-François Josselin    |
| 1983          | Cherokee                            | Jean Echenoz              |
| 1984          | Le Diable en tête                   | Bernard-Henri Lévy        |
| 1985          | Naissance d'une passion             | Michel Braudeau           |
| 1986          | Les Funérailles de la Sardine       | Pierre Combescot          |
| 1987          | Les Éblouissements                  | Pierre Mertens            |
| 1988          | La Porte du fond                    | Christiane Rochefort      |
| 1989          | Le Livre brisé                      | Serge Doubrovsky          |
| 1990          | Les Quartiers d'hiver               | Jean-Noël Pancrazi        |
| 1991          | La Dérive des sentiments            | Yves Simon                |
| 1992          | Tlacuilo                            | Michel Rio                |
| 1993          | Sa femme                            | Emmanuèle Bernheim        |
| 1994          | Immobile dans le courant du fleuve  | Yves Berger               |
| 1995 ex aequo | La Langue maternelle                | Vassilis Alexakis         |
| 1995 ex aequo | Le Testament français               | Andreï Makine             |
| 1996 ex aequo | Orlanda                             | Jacqueline Harpman        |
| 1996 ex aequo | L'Organisation                      | Jean Rolin                |
| 1997          | Les Sept Noms du peintre            | Philippe Le Guillou       |
| 1998          | Le Loup mongol                      | Homéric                   |
| 1999          | Mon grand appartement               | Christian Oster           |
| 2000          | Diabolus in musica                  | Yann Apperry              |
| 2001          | Le Voyage en France                 | Benoît Duteurtre          |
| 2002          | Pas un jour                         | Anne F. Garréta           |
| 2003          | Quatre soldats                      | Hubert Mingarelli         |
| 2004          | La Reine du silence                 | Marie Nimier              |
| 2005          | Fuir                                | Jean-Philippe Toussaint   |
| 2006          | Une promesse                        | Sorj Chalandon            |
| 2007          | La Stratégie des antilopes          | Jean Hatzfeld             |
| 2008          | Là où les tigres sont chez eux      | Jean-Marie Blas de Roblès |
| 2009          | L'Énigme du retour                  | Dany Laferrière           |
| 2010          | Naissance d'un pont                 | Maylis de Kerangal        |
| 2011          | Ce qu'aimer veut dire               | Mathieu Lindon            |
| 2012          | Féerie générale                     | Emmanuelle Pireyre        |
| 2013          | Il faut beaucoup aimer les hommes   | Marie Darrieussecq        |
| 2014          | Terminus radieux                    | Antoine Volodine          |
| 2015          | Titus n'aimait pas Bérénice         | Nathalie Azoulai          |
| 2016          | Laëtitia ou la Fin des hommes       | Ivan Jablonka             |
| 2017          | Tiens femme ta courone              | Yannick Haenel            |
| 2018          | Idiotie                             | Pierre Guyotat            |
| 2019          | La Tentation                        | Luc Lang                  |
| 2020          | Le Coeur synthétique                | Chloé Delaume             |
| 2021          | Voyage dans l'Est                   | Christine Angot           |
| 2022          | La Treizième Heure                  | Emmanuelle Bayamack-Tam   |
| 2023          | Que notre joie demeure              | Kevin Lambert             |

## Guanyadors del premi Médicis estranger
| Any           | Títol                                                  | Autor                 | País           | Títol original                                                                             |
| ------------- | ------------------------------------------------------ | --------------------- | -------------- | ------------------------------------------------------------------------------------------ |
| 1970          | Saut de la mort                                        | Luigi Malerba         | Itàlia         | Salto mortale                                                                              |
| 1971          | Délivrance                                             | James Dickey          | EUA            | Deliverance                                                                                |
| 1972          | Cobra                                                  | Severo Sarduy         | Cuba           |                                                                                            |
| 1973          | La vie est ailleurs                                    | Milan Kundera         | Txecoslovàquia | Život je jinde                                                                             |
| 1974          | Livre de Manuel                                        | Julio Cortázar        | Argentina      | Libro de Manuel                                                                            |
| 1975          | La Vie trop brève d'Edwin Mulhouse                     | Steven Millhauser     | EUA            | Edwin Mullhouse: The Life and Death of an American Writer 1943-1954, by Jeffrey Cartwright |
| 1976          | Le Carnet d'or                                         | Doris Lessing         | Regne Unit     | The Golden Notebook                                                                        |
| 1977          | Le Traité des saisons                                  | Héctor Bianciotti     | Argentina      | La busca del jardín                                                                        |
| 1978          | L'Avenir radieux                                       | Alexandre Zinoviev    | Unió Soviètica | Светлое будущее                                                                            |
| 1979          | La Harpe et l'Ombre                                    | Alejo Carpentier      | Cuba           | El arpa y la sombra                                                                        |
| 1980          | Une saison blanche et sèche                            | André Brink           | Sud-àfrica     | A Dry White Season                                                                         |
| 1981          | Le Jour de la comtesse                                 | David Shahar          | Israel         | Yom ha-rozenet                                                                             |
| 1982          | Le Nom de la rose                                      | Umberto Eco           | Itàlia         | Il nome della rosa                                                                         |
| 1983          | La route bleue                                         | Kenneth White         | Regne Unit     |                                                                                            |
| 1984          | Aracoeli                                               | Elsa Morante          | Itàlia         |                                                                                            |
| 1985          | Dieu sait                                              | Joseph Heller         | EUA            | God Knows                                                                                  |
| 1986          | Aventures dans le commerce des peaux en Alaska         | John Hawkes           | EUA            | Adventures in the Alaskan Skin Trade                                                       |
| 1987          | Nocturne indien                                        | Antonio Tabucchi      | Itàlia         | Notturno indiano                                                                           |
| 1988          | Maîtres anciens                                        | Thomas Bernhard       | Àustria        | Alte Meister                                                                               |
| 1989          | La Neige de l'amiral                                   | Álvaro Mutis          | Colòmbia       | La nieve del almirante                                                                     |
| 1990          | Les feux du Bengale                                    | Amitav Ghosh          | Índia          | The Circle of Reason                                                                       |
| 1991          | Histoire qui fut heureuse, puis douloureuse et funeste | Pietro Citati         | Itàlia         | Storia prima felice, poi dolentissima e funesta                                            |
| 1992          | Une éducation polonaise                                | Louis Begley          | EUA            | Wartime Lies                                                                               |
| 1993          | Léviathan                                              | Paul Auster           | EUA            | Leviathan                                                                                  |
| 1994          | Frère Sommeil                                          | Robert Schneider      | Àustria        | Schlafes Bruder                                                                            |
| 1995          | Châteaux de la colère                                  | Alessandro Baricco    | Itàlia         | Castelli di rabbia                                                                         |
| 1996 ex aequo | Himmelfarb                                             | Michael Kruger        | Alemanya       |                                                                                            |
| 1996 ex aequo | Sonietchka                                             | Liudmila Ulítskaia    | Rússia         | Сонечка                                                                                    |
| 1997          | América                                                | T. Coraghessan Boyle  | EUA            | The Tortilla Curtain                                                                       |
| 1998          | La Maison du sommeil                                   | Jonathan Coe          | Regne Unit     | The House of Sleep                                                                         |
| 1999          | Le Capitaine et les Rêves                              | Björn Larsson         | Suècia         | Drömmar viv havet                                                                          |
| 2000          | Le Fantôme d'Anil                                      | Michael Ondaatje      | Canadà         | Anil's Ghost                                                                               |
| 2001          | La noce du poète                                       | Antonio Skármeta      | Xile           | La boda del poeta                                                                          |
| 2002          | La Tache                                               | Philip Roth           | EUA            | The Human Stain                                                                            |
| 2003          | Le Mal de Montano                                      | Enrique Vila-Matas    | Espanya        | El mal de Montano                                                                          |
| 2004          | Histoire d'une vie                                     | Aharon Appelfeld      | Israel         | Sipur ḥayim                                                                                |
| 2005          | Neige                                                  | Orhan Pamuk           | Turquia        | Kar                                                                                        |
| 2006          | Le Retour du hooligan : une vie                        | Norman Manea          | Romania        | Intoarcerea huliganului                                                                    |
| 2007          | Les disparus                                           | Daniel Mendelsohn     | EUA            | The Lost: A Search for Six of Six Million                                                  |
| 2008          | Un garçon parfait                                      | Alain Claude Sulzer   | Suïssa         | Ein perfekter Kellner                                                                      |
| 2009          | Le Grand Quoi                                          | Dave Eggers           | EUA            | What Is the What: The Autobiography of Valentino Achak Deng                                |
| 2010          | Sukkwan Island                                         | David Vann            | EUA            |                                                                                            |
| 2011          | Une femme fuyant l'annonce                             | David Grossman        | Israel         | Ishah boraḥat mi-bes´orah                                                                  |
| 2012          | Rétrospective                                          | Abraham B. Yehoshua   | Israel         | Hessed Sefaradi                                                                            |
| 2013          | En mer                                                 | Toine Heijmans        | Països Baixos  | Op zee                                                                                     |
| 2014          | Lola Bensky                                            | Lily Brett            | Austràlia      |                                                                                            |
| 2015          | Encore                                                 | Hakan Günday          | Turquia        | Daha                                                                                       |
| 2016          | Les Élus                                               | Steve Sem-Sandberg    | Suècia         | Les Élus                                                                                   |
| 2017          | Les Huit Montagnes                                     | Paolo Cognetti        | Itàlia         | Le otto montagne                                                                           |
| 2018          | Le Mars Club                                           | Rachel Kushner        | EUA            | The Mars Room                                                                              |
| 2019          | Miss Islande                                           | Auður Ava Ólafsdóttir | Islàndia       | Ungfrú Ísland                                                                              |
| 2020          | Un promeneur solitaire dans la foule                   | Antonio Muñoz Molina  | Espanya        | Un andar solitario entre la gente                                                          |
| 2021          | La Clause paternelle                                   | Jonas Hassen Khemiri  | Suècia         | Pappaklausulen                                                                             |
| 2022          | Les abeilles grises                                    | Andrei Kurkov         | Ucraïna        | Серые пчелы                                                                                |
| 2023 ex aequo | Misericordia                                           | Lidia Jorge           | Portugal       | Misericórdia                                                                               |
| 2023 ex aequo | Impossibles Adieux                                     | Han Kang              | Corea del Sud  | 작별하지 않는다                                                                            |

## Guanyadors del premi Médicis d'Assaig
| Any  | Títol                                 | Autor                           | Notes                                                                           |
| ---- | ------------------------------------- | ------------------------------- | ------------------------------------------------------------------------------- |
| 1985 | Les Cinq sens                         | Michel Serres                   |                                                                                 |
| 1986 | Le Perroquet de Flaubert              | Julian Barnes                   | Autor britànic; títol original de l'obra: Flaubert's Parrot                     |
| 1987 | Le Soleil sur Aubiac                  | Georges Borgeaud                |                                                                                 |
| 1988 | declarat desert                       |                                 |                                                                                 |
| 1989 | Traité des courtes merveilles         | Václav Jamek                    | Autor txec                                                                      |
| 1990 | Shakespeare, les feux de l'envie      | René Girard                     |                                                                                 |
| 1991 | La Valse des éthiques                 | Alain Etchegoyen                |                                                                                 |
| 1992 | Le Nouvel Ordre écologique            | Luc Ferry                       |                                                                                 |
| 1993 | La Sculpture de soi                   | Michel Onfray                   |                                                                                 |
| 1994 | Pour Jean Prévost                     | Jérôme Garcin                   |                                                                                 |
| 1995 | La Tentation de l'innocence           | Pascal Bruckner                 |                                                                                 |
| 1996 | L'Horreur économique                  | Viviane Forrester               |                                                                                 |
| 1997 | Siècle des intellectuels              | Michel Winock                   |                                                                                 |
| 1998 | Une histoire de la lecture            | Alberto Manguel                 | Autor argentinocanadenc; títol original de l'obra: A History of Reading         |
| 1999 | Gens de la Tamise et d'autres rivages | Christine Jordis                |                                                                                 |
| 2000 | Le Zoo des philosophes                | Armelle Lebras-Chopard          |                                                                                 |
| 2001 | Secrets de jeunesse                   | Edwy Plenel                     |                                                                                 |
| 2002 | Kafka et les Jeunes Filles            | Daniel Desmarquest              |                                                                                 |
| 2003 | Morts imaginaires                     | Michel Schneider                |                                                                                 |
| 2004 | Aurore et George                      | Diane de Margerie               |                                                                                 |
| 2005 | La Vie sauve                          | Marie Desplechin i Lydie Violet |                                                                                 |
| 2006 | Frère du précédent                    | Jean-Bertrand Pontalis          |                                                                                 |
| 2007 | L'Année de la pensée magique          | Joan Didion                     | Autora americana; títol original de l'obra: The Year of Magical Thinking        |
| 2008 | Warhol Spirit                         | Cécile Guilbert                 |                                                                                 |
| 2009 | Mémoire d'un fou d'Emma               | Alain Ferry                     |                                                                                 |
| 2010 | La Couleur de nos souvenirs           | Michel Pastoureau               |                                                                                 |
| 2011 | Dans les forêts de Sibérie            | Sylvain Tesson                  |                                                                                 |
| 2012 | Congo. Une histoire                   | David Van Reybrouck             | Autor belga neerlandòfon; títol original de l'obra: Congo: een geschiedenis     |
| 2013 | La Fin de l'homme rouge               | Svetlana Alexiévitx             | Autora belarussa d'expressió russa; títol original de l'obra: Время секонд хэнд |
| 2014 | Manifeste incertain                   | Frédéric Pajak                  |                                                                                 |
| 2015 | Sauve qui peut la vie                 | Nicole Lapierre                 |                                                                                 |
| 2016 | Boxe                                  | Jacques Henric                  |                                                                                 |
| 2017 | Celui qui va vers elle ne revient pas | Shulem Deen                     |                                                                                 |
| 2018 | Les frères Lehman                     | Stefano Massini                 |                                                                                 |
| 2019 | J'ai oublié                           | Bulle Ogier i Anne Diatkine     |                                                                                 |
| 2020 | Fin de Combat                         | Karl Ove Knausgård              |                                                                                 |
| 2021 | Comme un ciel en nous                 | Jakuta Alikavazovic             |                                                                                 |
| 2022 | Le Témoin jusqu'au bout               | Georges Didi-Huberman           |                                                                                 |
| 2023 | Proust, roman familial                | Laure Murat                     |                                                                                 |